# Angelina Valentine
Angelina Valentine, née le 19 septembre 1986 à Lexington (Kentucky), est une actrice pornographique américaine.

## Biographie
Angelina Valentine a des origines italiennes et vénézuélienne. Avant de se lancer dans le porno, elle a travaillé dès l'âge de 18 ans comme strip-teaseuse.
Elle commence sa carrière en 2007 à l'âge de 21 ans. Son pseudonyme vient de sa ressemblance avec l'actrice Angelina Jolie et du massacre de la Saint Valentine par des gangsters des années 1920. Elle pratique plutôt un style hardcore et a depuis tourné dans plus de 200 films, entre autres pour Wicked Pictures, Jules Jordan Video, Club Jenna et Evil Angel . Elle tourne entre autres avec les réalisateurs Brad Armstrong, Francesca Le, Manuel Ferrara et Axel Braun.
En juin 2009, elle a été la première femme cisgenre à travailler avec une star du porno transgenre, Kimber James. Elle se donne un style alt porn. Elle tourne son dernier film en 2017.

## Filmographie sélective
- 2007: Naughty Athletics
- 2008: Suck It Dry 5
- 2008: Hot Rod Tramps
- 2009: Teachers
- 2009: This Ain’t Charmed XXX
- 2010: Big Tits at School 9
- 2010: Sandra Buttocks & Jesse Janes Scandal
- 2011: Squirtamania 17
- 2013: Big Tits in Uniform 11
- 2014: Bra Busting Lesbians 1
- 2015: Lesbian Guilty Pleasures 3
- 2017: Latex Sirens

## Récompenses et nominations

### Récompenses
- 2009 : XRCO Award "Deep Throat Award"

### Nominations
- 2012 : AVN Award nommée "Unsung Starlet of the Year"
- 2011 : AVN Award nommée "Best Oral Sex Scene" — Deep Throat This 43
- 2011 : XBIZ Award nommée "Female Performer of the Year"
- 2010 : AVN Award nommée "Best New Web Starlet"
- 2010 : AVN Award nommée "Unsung Starlet of the Year"
- 2010 : FAME Award nommée "Most Underrated Star"
- 2010 : XBIZ Award nommée "Female Performer of the Year"
- 2009 : AvN Award nommée "Best Group Sex Scene (with August, Savanah Gold, Velicity Von et Manuel Ferrara) — Oil Overload
- 2009 : AvN Award nommée " Best New Starlet"
- 2009 : AvN Award nommée " Best Threeway Sex Scene (with Tory Lane et Mark Ashley)
- 2009 : FAME Award nommée "Favorite Female Rookie"
- 2009 : XBIZ Award nommée "New Starlet of the Year"